# August Loos
August Loos (* 13. August 1888 in Neuenbürg; † 14. Januar 1968) war ein deutscher Beamter.

## Werdegang
Loos war nach seiner Promotion von 1919 bis 1932 Landrat im preußischen Landkreis Iserlohn, von Juni bis Oktober 1932 kommissarisch im Landkreis Nienburg/Weser und von 1932 bis 1934 im Landkreis Liegnitz. Von 1934 bis 1938 war er Reichsbeauftragter der Überwachungsstelle, der späteren Reichsstelle für Zellstoff und Papier beim Reichswirtschaftsministerium und von 1938 bis 1947 Geschäftsführer der Fachgruppe Schmierstoffgroßhandel und Geschäftsführer der Gemeinschaft des Deutschen Mineralölgroßhandels. Von August 1947 bis Oktober 1953 war er Hauptgeschäftsführer des Deutschen Landkreistages.

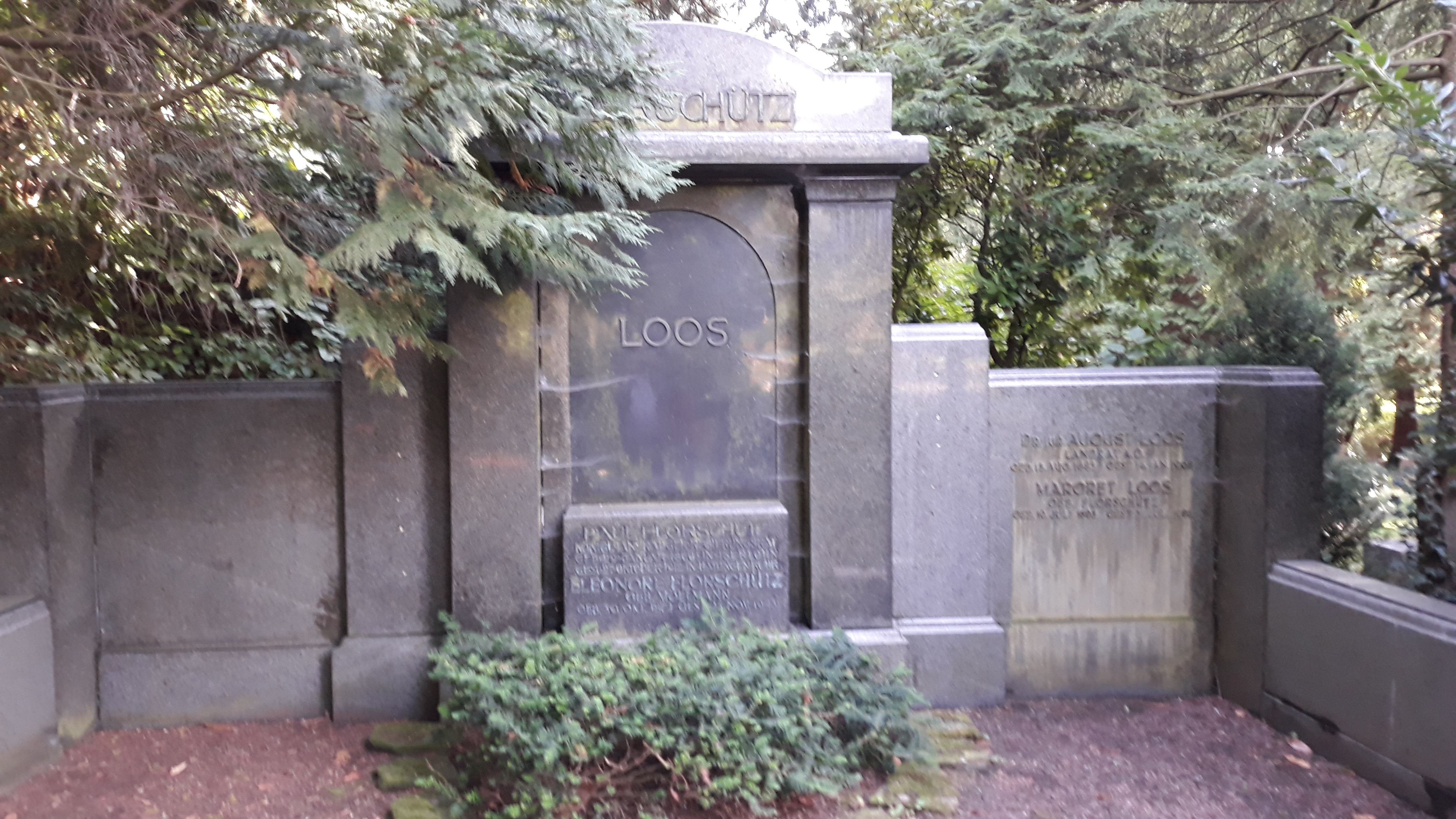
Das Grab von August Loos und seiner Ehefrau Margret im Familiengrab der Schwiegereltern Florschütz auf dem Hauptfriedhof Iserlohn.

## Ehrungen
- 1953: Großes Verdienstkreuz der Bundesrepublik Deutschland